# 1094 Siberia
1094 Siberia eller 1926 CB är en asteroid i huvudbältet, som upptäcktes 12 februari 1926 av den sovjetiske astronomen Sergej Beljavskij vid Simeizobservatoriet på Krim. Den har fått sitt namne efter Sibirien, ett landområde i norra Asien.
Asteroiden har en diameter på ungefär 17 kilometer och den tillhör asteroidgruppen Eunomia.